# Whatever Gets You Thru the Night
Singles de John Lennon
Mind Games
(1973) #9 Dream
(1975)
Whatever Gets You Thru the Night est une chanson de John Lennon parue en single durant l'automne 1974. Elle est issue de son album Walls and Bridges, sorti au même moment. Composée durant les dernières semaines de la longue séparation de Lennon et son épouse Yoko Ono (le « Lost Week end »), il s'agit d'un rock festif qui bénéfice de la participation d'Elton John aux chœurs et au piano.
Peu confiant du potentiel du single, Lennon parie avec son partenaire qu'il l'accompagnera sur scène (où il apparaît alors très rarement) si le single atteint la tête des charts. Le 18 octobre 1974, la chanson est en tête des classements américains, devenant le seul numéro 1 américain de Lennon de son vivant. Celui-ci monte donc sur scène au Madison Square Garden le 28 novembre durant une performance d'Elton John pour les célébrations de la fête d'Action de grâces, marquant sa dernière apparition en concert. Au Royaume-Uni, la chanson n'est qu'un succès mineur qui atteint seulement la 36e place des charts. Son succès lui vaut cependant d'apparaître sur plusieurs compilations.

## Historique

### Composition et enregistrement

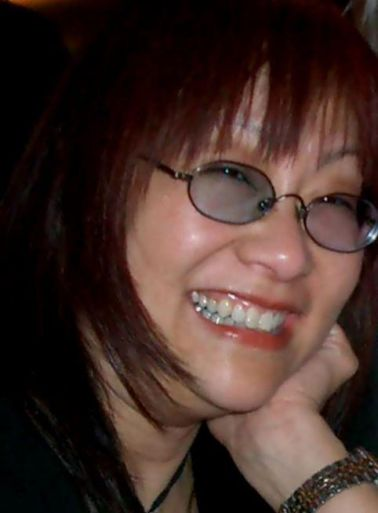
Whatever Gets You Thru the Night a été composée durant les dernières semaines du Lost Week-end aux côtés de May Pang à New York.

Lorsqu'il commence à travailler sur l'album Walls and Bridges, John Lennon est en train de sortir d'une période difficile qu'il nommera a posteriori son « Lost Week end » (« Week-end perdu »). Lui et Yoko Ono se sont en effet provisoirement séparés, et Lennon erre un temps à Los Angeles avec son assistante, May Pang. S'y enchaînent les nuits de beuverie avec d'autres artistes, comme Harry Nilsson, et une vie dont Lennon ne se satisfait guère. Il s'installe finalement à nouveau à New York avec Pang, mais désireux de renouer avec son épouse. Ce déménagement augure de meilleurs temps : le scandale du Watergate, qui fragilise Richard Nixon, lui donne l'espoir de pouvoir vivre enfin sereinement aux États-Unis, et il consacre une partie de son temps à son fils Julian.
Selon May Pang, Whatever Gets You Thru the Night tire son origine d'une émission de télévision qu'aurait vue Lennon une nuit. Il était en effet habitué à changer de chaîne à tout bout de champ le soir, et a finalement vu un télévangéliste prononcer cette phrase, dont il a décidé de faire une chanson.
Au mois de juillet, Lennon commence à répéter la chanson en studio pour Walls and Bridges. Elton John, de passage, lui propose son aide et participe aux harmonies vocales tout en jouant du piano et de l'orgue. Également soutenue par le saxophone de Bobby Keys, la chanson devient une composition festive et enjouée, tandis que Lennon lance à la fin de la piste un « Can you here me mother », clin d’œil subtil à l'actrice Sandy Powell (en) dont c'était la phrase fétiche.

### Parution et réception

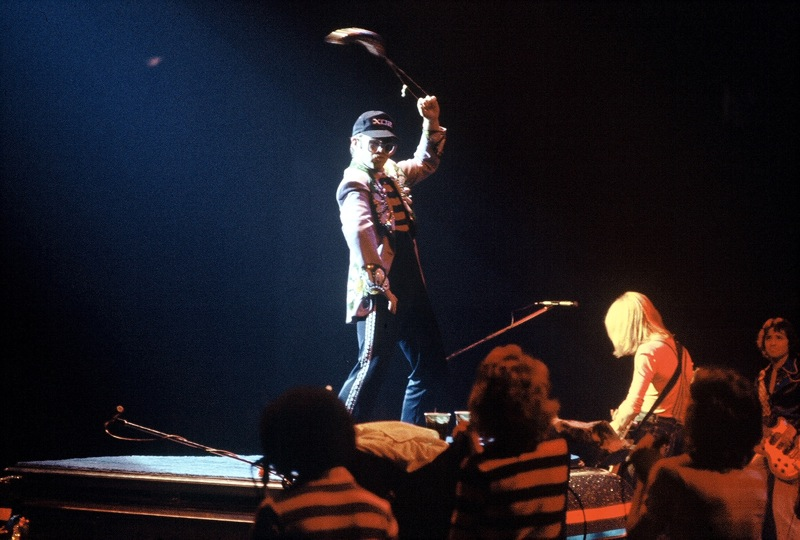
À la suite d'un pari avec Elton John, Lennon a interprété Whatever Gets You Thru the Night sur scène avec celui-ci lors de sa dernière apparition en concert.

Au moment de choisir le single accompagnant la sortie de Walls and Bridges, Lennon n'est que peu convaincu par Whatever Gets You Thru the Night, qui est pourtant jugé être le meilleur choix par les dirigeants de Capitol Records. Pour Lennon, en effet, une chanson aussi basique et chantée par un duo masculin n'a aucune chance. Pris au jeu, Elton John lui fait tenir un pari : si le single atteint la tête des charts, Lennon montera sur scène avec lui. Bien que ses apparitions scéniques soient très rares, Lennon accepte, convaincu que le disque n'a aucune chance.
Le single est donc publié en annonce de Walls and Bridges, le 26 septembre 1974, aux États-Unis. Au Royaume-Uni, il attend la sortie de l'album, le 4 octobre suivant, pour paraître, et ne reçoit qu'un accueil mitigé, avec une 36e place des charts où il ne reste que quatre semaines.
Aux États-Unis, en revanche, le succès surprend Lennon; en effet, le single devient, le 18 octobre, son premier numéro un américain et le seul de son vivant ((Just Like) Starting Over se classera également premier, après son assassinat). Coincé, Lennon accepte de monter sur scène avec son ami le jour de Thanksgiving, pour le dernier concert de sa tournée, au Madison Square Garden. Dans une ambiance survoltée devant un public qui attendait cette prestation avec impatience, c'est un Lennon timide qui rejoint finalement Elton John pour interpréter, outre leur tube commun, Lucy in the Sky with Diamonds et I Saw Her Standing There. Il s'agit de sa dernière prestation sur scène. Cerise sur le gâteau, l'ex-Beatle est rejoint en coulisses par Yoko Ono : la réconciliation s'amorce ainsi pour se concrétiser en fin d'année.
La chanson apparaît sur plusieurs compilations, notamment Shaved Fish et Power to the People: The Hits, ainsi qu'en version alternative sur la John Lennon Anthology. Les trois chansons interprétées sur la scène du Madison Square Garden sont parues sur la réédition CD de l'album live d'Elton John, Here and There en 1995.

#### Classements
| Classement (1974)              | Meilleure place |
| ------------------------------ | --------------- |
| Allemagne (Media Control AG)   | 42              |
| Canada (RPM 100)               | 2               |
| États-Unis (Billboard Hot 100) | 1               |
| France (IFOP)                  | 19              |
| Pays-Bas (Single Top 100)      | 21              |
| Pays-Bas (Single Tip 30)       | 5               |
| Royaume-Uni (UK Singles Chart) | 36              |

## Interprètes
- John Lennon : chant, guitare rythmique
- Elton John : piano, orgue, chœurs
- Ken Ascher : clavinet
- Jesse Ed Davis : guitare électrique
- Eddie Mottau : guitare acoustique
- Klaus Voormann : basse
- Jim Keltner : batterie
- Arthur Jenkins : percussions
- Bobby Keys : saxophone ténor
- Ron Aprea : saxophone alto